# Model samoopieki
Model samoopieki – praktyczno-teoretyczny model opieki pielęgniarskiej stworzony przez amerykańską teoretyk pielęgniarstwa, Dorotheę Orem. Należy do najpopularniejszych modeli opieki pielęgniarskiej stosowanych na świecie, jest też najczęściej wprowadzany w edukacji pielęgniarek i w praktyce pielęgniarskiej.

## Historia
Pracę nad modelem rozpoczęła jego autorka w końcu lat 50. XX wieku, a zakończyła po około trzydziestu latach. Koncepcję opublikowała w książce Nursing Concepts of Practice (Koncepcja praktyki pielęgniarskiej) z 1971 (kolejne wydania pochodziły z lat: 1980, 1985, 1991, 1995).

## Charakterystyka
Podstawowy fundament teorii to przekonanie, że człowiek posiada naturalną skłonność do opiekowania się swoją osobą, a także osobami najbliższymi. 
Pielęgniarstwo według Orem jest nie tylko pracą, ale też służbą społeczną, dyscypliną praktyczną, sztuką asystowania człowiekowi i wiedzą. Ma za zadanie służyć ludziom, którzy nie są w stanie zapewnić sobie opieki samodzielnie. W normalnych warunkach człowiek sam troszczy się o własne zdrowie i zdrowie najbliższych, zapewniając sobie i im należytą opiekę, możliwości samorealizacji i zdolności adaptacji do środowiska. Autorka koncepcji dzieli ludzkie możliwości samoopiekuńcze na trzy poziomy: większe, wystarczające i niewystarczające. 
Samoopieka, według Orem, to wyuczona przez człowieka aktywność, podejmowana i kontynuowana celem utrzymania życia, zdrowia i dobrego samopoczucia. Poziom zapotrzebowania na samoopiekę jest różny u różnych osób i pozostaje zmienny z wiekiem. Wpływ na ten poziom mają różne czynniki środowiskowe, socjalne, kulturowe, sytuacja rodzinna i zdrowotna, płeć i kluczowe wydarzenia w życiu. Człowiek w przeciągu życia uczy się zapewniać sobie należyty i adekwatny poziom samoopieki. Teoria deficytu samoopieki Orem koncentruje się na braku samodzielności podopiecznego i jego zależności od pomagających. Przy powstaniu deficytu pacjent staje się biorcą opieki. Zadaniem pielęgniarki jest w tym kontekście rozpoznanie ograniczeń samoopiekuńczych i stwierdzenie zapotrzebowania na nie teraz i w przyszłości, zarówno w zakresie jakościowym, jak i ilościowym. Pielęgniarka ma wspierać, uczyć, kompensować ograniczenia, a przede wszystkim pomagać w samoopiece częściowo lub całkowicie. Jej zadaniem jest zatem pomaganie pacjentowi w wykonywaniu czynności, których sam nie jest w stanie wykonać, lub może je wykonać częściowo. Ma też edukować pacjenta jak radzić sobie z ograniczeniami.

## Typy pielęgniarstwa
Orem wyróżniła trzy typy pielęgniarstwa:
- typ kompensacyjny – adresowany do pacjentów w pełni zależnych od pielęgniarki, niezdolnych do samoopieki,
- typ częściowo kompensacyjny – adresowany do osób z niepełną zdolnością do samoopieki (ograniczenia fizyczne i psychiczne), otrzymujących pomoc pielęgniarską w tych segmentach, gdzie jest to niezbędne (gwarantuje to autonomię podopiecznemu, który umie sam rozpoznać swoje potrzeby),
- typ wspierająco-uczący – adresowany do pacjentów zdolnych do samoopieki, jednak wymagających wsparcia w zakresie podejmowania decyzji (rola pielęgniarki jest tu doradcza, edukacyjna i motywująca – ma ona przekazywać wiedzę i kształtować umiejętności)[2].